# Fritz Noack (Mediziner)
Fritz Heinz Noack (hebräisch פריץ היינץ נואק; * 3. Januar 1890 in Landsberg/Warthe; † 1968 in Haifa) war ein deutsch-israelischer Mediziner.

## Leben
Noack war ein Sohn des Kaufmanns Hugo Noack, der dem Vorstand der Jüdischen Gemeinden in Landsberg/Warthe angehörte, und seiner Ehefrau Pauline geb. Salomon.
Er studierte in Halle/Saale und Berlin, absolvierte 1913 sein Staatsexamen. Im Jahr darauf erhielt er Approbation und Promotion. Im Ersten Weltkrieg absolvierte er seinen Kriegsdienst in Flandern und dem Osmanischen Reich. Danach ging er als Arzt nach Frankfurt (Oder) und Berlin und zog nach seiner Heirat nach Gotha. Dort wurde er Medizinalrat.
Neben seiner Arbeit war er Mitglied der SPD. Als Vertrauensarzt des Arbeiter-Samariter-Bundes in Gotha war er für gesundheitliche Aufklärung, die Ausbildung von Arbeitern zu Sanitätern und für die Kommunikation mit der Stadtverwaltung zuständig.
Noack der, als einziger Jude in Thüringen, die Stellung eines Kreisarztes innehatte, wurde von den Nationalsozialisten in den Ruhestand gezwungen. Somit hatte er kein Einkommen mehr und wanderte mit seiner Familie nach Palästina aus. Er war von 1935 bis 1938 Kreisarzt in Tel Aviv, von 1948 bis 1949 im israelischen Gesundheitsministerium und ließ sich in Haifa bis zu seiner Pensionierung 1960 nieder.

## Zionistisches Engagement
Er war außerdem Gauleiter in Thüringen und Mitglied des gesamtdeutschen Vorstandes des Jung-Jüdischen-Wanderbundes. Schon während seines Studiums war er in jüdischen Verbindungen aktiv, später in der zionistischen Jugendbewegung. In Gotha leitete er eine kleine Jugendgruppe, welche hauptsächlich aus osteuropäischen Juden bestand. Die Jugendgruppe beschäftigte sich mit der hebräischen Sprache, jüdischer Kultur und Religion. Ein Ziel war es die Jugendlichen auf die Auswanderung nach Palästina vorzubereiten, die einige der Mitglieder schon in den zwanziger Jahren des 20. Jahrhunderts umsetzen konnten.
Zur Vorbereitung für die Einwanderung nach Palästina, verfasste er 1936 die Broschüre Briuth-Ein Gesundheitsratgeber für Palästina. Diese Broschüre wurde vom Palästinaamt der Jewish Agency in Deutschland vertrieben.

## Schriften (Auswahl)
- Fritz Noack: Briuth - Gesundheitsratgeber für Palästina. Palästina-Amt Berlin der Jewish Agency for Palestine, Berlin 1936 (dnb.de).[5]